# Kreatív Városok Hálózata

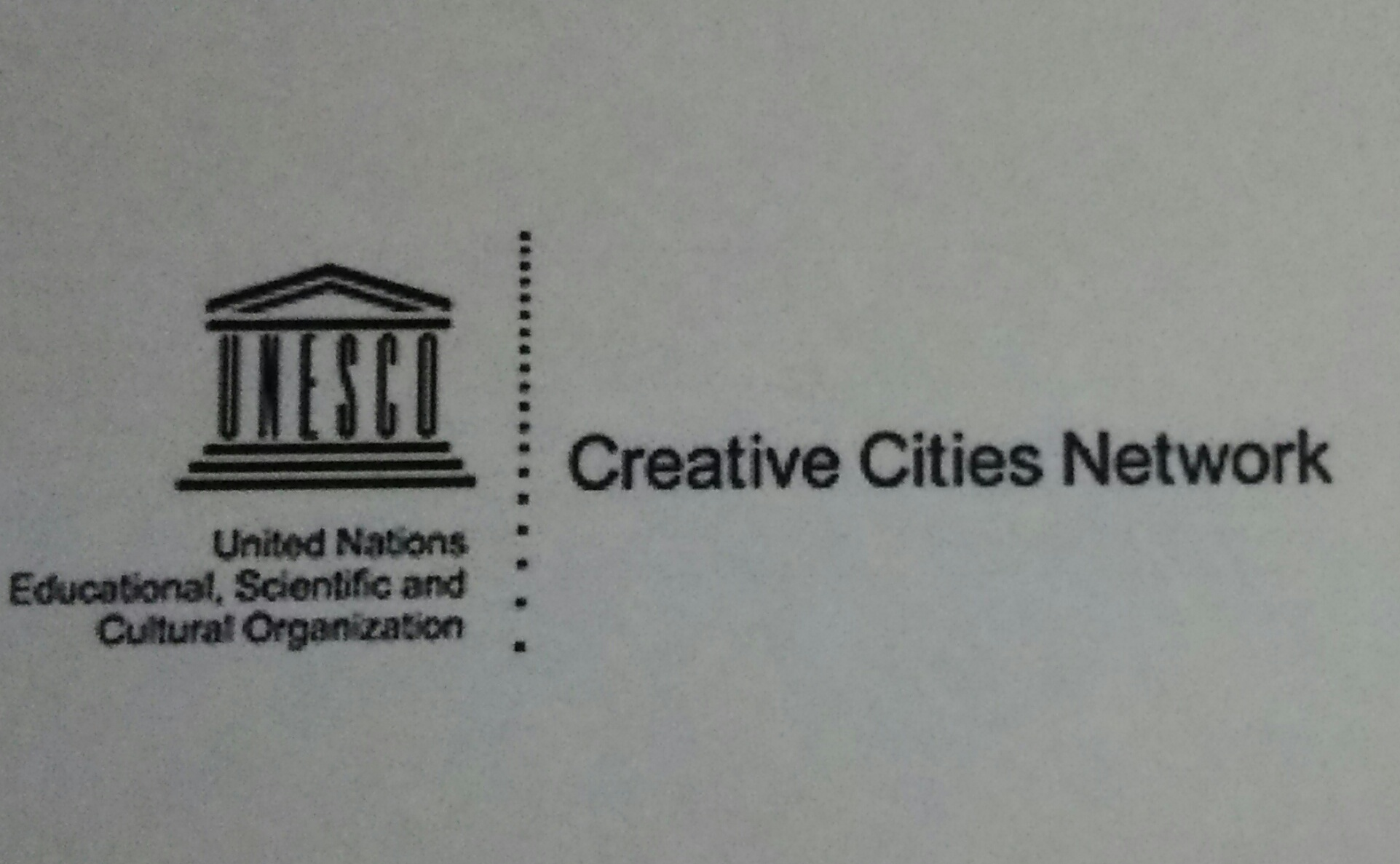
Fénykép a Kreatív Városok Hálózatának logójáról Jokohamában

Az UNESCO Kreatív Városok Hálózata (KVH) az Egyesült Nemzetek Nevelésügyi, Tudományos és Kulturális Szervezeteének kiemelt városi programja. A hálózatot 2004-ben alapították azon célból, hogy elősegítse az együttműködést azon városok között, amelyek a kultúrára, illetve a kreativitásra a fenntartható városfejlesztés kulcsfontosságú eszközeként tekintenek. 2024 elején közel 90 ország 300 városa volt tekinthető a hálózat részének.

## Dizájn
Az UNESCO Dizájn Városok projektje a szélesebb Kreatív Városok Hálózat része. Ahhoz, hogy a városok Dizájn Városokká váljanak, meg kell felelniük az UNESCO által meghatározott számos kritériumnak. Dizájnvárosi címmel a következő városok rendelkeztek 2023-ban:
| Év   | Nyertesek száma | Városok | Referencia                  |
| ---- | --------------- | --- | --------------------------- |
| 2005 | 1               | Buenos Aires | [ 6 ]                       |
| 2006 | 2               | Berlin, Montreal | [ 7 ] [ 8 ]                 |
| 2008 | 3               | Kobe, Nagoya, Shenzhen | [ 9 ] [ 10 ] [ 11 ]         |
| 2010 | 3               | Saint-Etienne, Szöul, Sanghaj | [ 12 ] [ 13 ] [ 14 ]        |
| 2011 | 1               | Graz | [ 15 ]                      |
| 2012 | 1               | Peking |                             |
| 2014 | 5               | Bilbao, Helsinki, Torino, Dundee, Curitiba | [ 16 ] [ 17 ] [ 18 ] [ 19 ] |
| 2015 | 5               | Bandung, Detroit, Puebla, Szingapúr, Kaunas |                             |
| 2017 | 4               | Geelong, Kortrijk, Isztambul, Wuhan |                             |
| 2019 | 9               | Asahikawa ( Japán ), Baku ( Azerbajdzsán ), Bangkok ( Thaiföld ), Cebu City ( Fülöp-szigetek ), Fortaleza ( Brazília ), Hanoi ( Vietnam ), Muharraq ( Bahrein ), Querétaro ( Mexikó ) és San José ( Costa Rica ) | [ 20 ]                      |
| 2023 | 6               | Ashgabat ( Türkmenisztán ), Cetinje ( Montenegró ), Chiang Rai ( Thaiföld ), Chongqing ( Kína ), Granada ( Spanyolország ), Valencia ( Spanyolország )                                                           | [ 21 ]                      |

## Fordítás
Ez a szócikk részben vagy egészben  a   Creative Cities Network című angol Wikipédia-szócikk ezen változatának fordításán alapul.  Az eredeti cikk szerkesztőit annak laptörténete sorolja fel. Ez a jelzés csupán a megfogalmazás eredetét és a szerzői jogokat jelzi, nem szolgál a cikkben szereplő információk forrásmegjelöléseként.